# Platymetopini
Los platimetopinos (Platymetopini) son una tribu de hemípteros auquenorrincos de la familia Cicadellidae. Tiene los siguientes géneros.

## Géneros
- Norvellina[1]